# Larry Craig

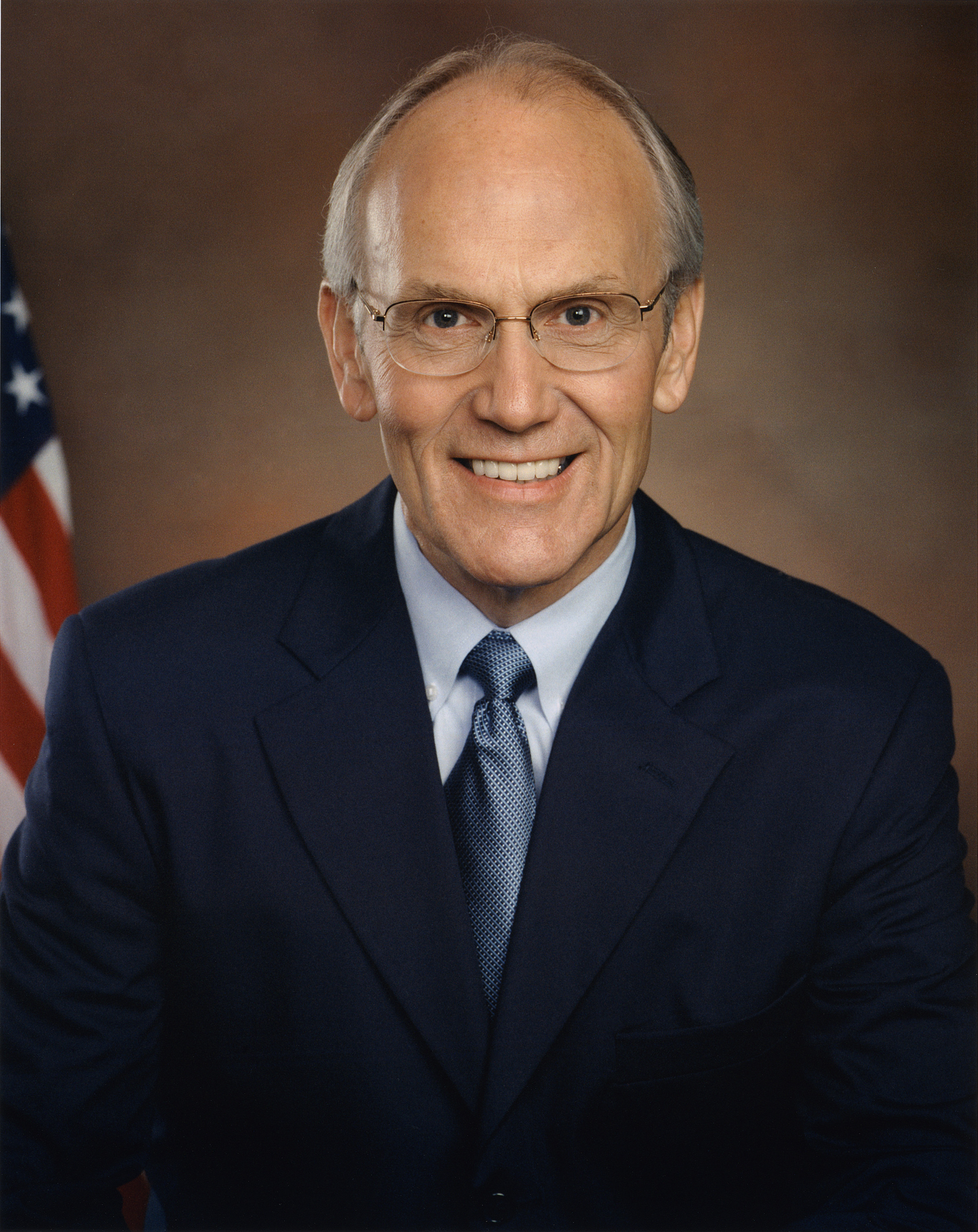
Larry Craig

Larry Edwin Craig (* 20. Juli 1945 in Council, Adams County, Idaho) ist ein US-amerikanischer Politiker (Republikanische Partei), der den Bundesstaat Idaho in beiden Kammern des Kongresses vertrat.

## Frühe Karriere und Repräsentantenhaus
Craig wuchs in Idaho auf und erwarb 1969 seinen B.A. an der University of Idaho. Er begann mit postgraduierten Studien, bevor er 1971 auf die Familienranch zurückkehrte. Er ist verheiratet und hat die drei Kinder seiner Frau Suzanne aus erster Ehe adoptiert; das Ehepaar hat neun Enkelkinder. Craig ist Methodist.
Von 1974 bis 1980 saß Craig für die Republikanische Partei im Senat von Idaho. Bei der Wahl 1980 kandidierte er erfolgreich für einen offenen Sitz im US-Repräsentantenhaus, den er bis 1991 innehatte.

## Senat
Bei den Senatswahlen 1990 trat der langjährige republikanische US-Senator Jim McClure nicht mehr an. Craig bewarb sich um die Nachfolge und setzte sich in der Wahl gegen den Abgeordneten des Repräsentantenhauses von Idaho, Ron J. Twilegar, durch. Er konnte seinen Sitz bei den Wahlen 1996 und 2002 jeweils verteidigen.
Im Senat hatte er von 1997 bis 2003 den Posten als Vorsitzender des Republican Policy Committee inne. Danach war er Vorsitzender des Nichtständigen Ausschuss für Altersfragen und Ausschussvorsitzender im Ausschuss für Veteranenangelegenheiten. Er war als Kandidat für den Posten des US-Innenministers im Gespräch, bevor Präsident George W. Bush den Gouverneur von Idaho, Dirk Kempthorne, ernannte.
Am 4. November 2008 trat er nicht mehr zur Wahl an und Jim Risch konnte den Senatorensitz für die Republikaner halten. Die Amtszeit endete im Januar 2009.

## Politische Positionen
Craig gilt als Verfechter klassisch-konservativer Werte, er setzt sich für den freien Waffenbesitz ein. Er bekämpft sowohl die Eheschließung Homosexueller als auch die Eingetragene Partnerschaft, da die Ehe nur „die Gemeinschaft eines Mannes und einer Frau“ sein könne. Auch war er gegen die Zulassung von Schwulen und Lesben im Militärdienst. (Vgl. Don’t ask, don’t tell)
Craig unterstützt eine Verfassungsänderung, der den Bund dazu zwingen würde, einen ausgeglichenen Haushalt zu haben. Er unterstützt Bestrebungen, bisher illegal eingewanderten Farmarbeitern einen legalen Status zu geben. In Bezug auf den USA PATRIOT Act versucht er zu vermitteln, setzt sich aber prinzipiell für das Gesetz ein. Er sitzt zudem im Vorstand der National Rifle Association.

## Vorwurf der Doppelmoral
Craig stimmte in seiner Amtszeit mehrmals gegen Gleichstellungsbestrebungen homosexueller Menschen und verließ sich auf den Rückhalt bei den „Wertewählern“ in Idaho. Im Jahre 1982 dementierte er die Gerüchte, mit jugendlichen Helfern im Kongress Sex gehabt zu haben und in einen damals gerade laufenden Skandal verwickelt zu sein. Kurze Zeit später heiratete er. Im Sommer 2004 hatte der Aktivist Michael Rogers erstmals mit einem Mann Kontakt, der behauptete, mit Craig Sex gehabt zu haben. Im Laufe der Zeit kamen weitere Hinweise hinzu. Rogers befragte Craig zu den vorliegenden Informationen; dieser dementierte sie. Im Oktober 2006 veröffentlichte Rogers die Informationen auf BlogActive und in einer Radioshow. Durch den gerade stattfindenden Rummel um Mark Foley blieben die Hinweise aber weitgehend unbeachtet. Nur die Zeitung Idaho Statesman – aus der Heimat Larry Craigs – forschte weiter und stieß auf drei weitere Männer, welche angaben, mit Craig Sex gehabt zu haben. Daraufhin konfrontierte Rogers den Abgeordneten Anfang Juni 2007 wieder mit den Vorwürfen und erhielt wieder ein Dementi.
Am 11. Juni 2007 fiel Craig einem verdeckt ermittelnden Polizisten auf einer bekannten Schwulenklappe des Flughafens Minneapolis-Saint Paul auf, da er sich nach den ungeschriebenen Gesetzen der Szene wie jemand verhielt, der Kontakt aufnehmen möchte, um Sex zu haben (→Cruising). Er wurde daraufhin wegen „Verletzung der Privatsphäre“ und „ungebührlichen Benehmens“ festgenommen und erkennungsdienstlich behandelt. Bei der Befragung verteidigte er sich unter anderem damit, eine „breite Stellung“ („wide stance“) gehabt zu haben und deshalb den Fuß des Polizisten berührt zu haben. Am 8. August 2007 bekannte sich Craig vor dem Gericht wegen „ungebührlichen Benehmens“ schuldig und wurde zu einer Freiheitsstrafe von zehn Tagen, ausgesetzt zu einer einjährigen Bewährung, sowie zu einer Geldstrafe von 575 US$ verurteilt.
Am 27. August 2007 berichtete das Kongressblatt Roll Call über diesen Vorfall. Einen Tag später kam der Skandal ins Rollen; Craig widerrief sein Geständnis vor der Presse und meinte, dass es sich nur um ein Missverständnis handle und er die Strafe nur angenommen habe, um die Sache schnell aus der Welt zu schaffen. Der Versuch, das Schuldeingeständnis nachträglich von einem Gericht als ungültig einstufen zu lassen, misslang, da der Richter ihn als Politiker mit überdurchschnittlicher Intelligenz einstufte, der wusste was er tat. Nachdem der Fall öffentliches Interesse erregt hatte, gab Craig bekannt, am 30. September 2007 von seinem Senatorenposten zurücktreten zu wollen. Am 4. Oktober 2007 bestätigte er jedoch, dass er seinen Sitz bis zum Ablauf seiner regulären Amtszeit im Januar 2009 beibehalten werde. Durch die Publicity um diesen Fall wurde die Herrentoilette, auf der sich der Vorfall ereignete, für einige Zeit zu einer Art Touristenattraktion.
In der Öffentlichkeit wurde die Ausrede „wide stance“ zum Synonym für die Affäre, wurde oft in Karikaturen und Witzen verwendet und in Artikeln erwähnt. Im Urban dictionary wurde es am 1. Oktober 2007 zum „Urban Word of the Day“ gewählt. Dort gilt es als Euphemismus für einen Homosexuellen, besonders einen nicht-geouteten (beispielsweise: „wide stance Republican“). Manchmal wurde es auch als Entschuldigung für alles Mögliche verwendet.
Am 13. Februar 2008 schickte das Ethik-Komitee des Senats eine Ermahnung mit scharfen Formulierungen. Sein „ungebührliches Benehmen“ habe den Senat diskreditiert. Die sechs Komiteemitglieder glauben, dass er „das Delikt begangen hat, für welches er sich schuldig bekannte“ und dass er sich „wissentlich, freiwillig und vernunftbegabt schuldig bekannte.“ Der Versuch, sein Schuldbekenntnis zurückzuziehen, war eine Bemühung, den Konsequenzen seines eigenen Handelns auszuweichen. Dass er bei seiner Verhaftung seine Senatoren-Visitenkarte aufblitzen ließ, wurde vom Komitee als Versuch gesehen, eine spezielle und günstigere Behandlung zu erfahren. Das Komitee kritisierte auch, dass er 213.000 $ aus seinem Wahlkampffonds für Gebühren und Öffentlichkeitsarbeit in diesem Fall aufgewendet hatte, ohne vorher das Komitee zu befragen. Die Gelder dürfen ohne eigene Zustimmung nur für Ausgaben verwendet werden, welche mit den offiziellen Aufgaben als Senator zusammenhängen. Sie warnten ihn auch, dass jede weitere eigenmächtige Verwendung der Wahlkampfgelder als „Verhalten, welches fortgesetzte Missachtung ethischer Bedingungen demonstriert“, erachtet werde. Um Geld für Anwaltsrechnungen zu bekommen eröffnete Craig daraufhin ein Spendenkonto, welches er „Fonds für Gerechtigkeit“ nannte. Die veröffentlichungspflichtigen Dokumente zeigten, dass bis November 2008 nur 4.600 $ darauf eingingen, meist aus der unmittelbaren Umgebung.
Im Juni 2008 setzte er sich mit Senator David Vitter aus Louisiana, dem 2007 die frühere Inanspruchnahme von Prostituiertendiensten vorgeworfen wurde, und acht weiteren Politikern für einen schon wiederholt gescheiterten bundesweiten „Verfassungszusatz zum Schutz der Ehe“ ein, der jede Möglichkeit gleichgeschlechtlicher Partnerschaften verbietet.